# Laurene
Laurène est un prénom féminin, forme française du prénom anglais Lauren. Il a pour autres formes Lauren, Laurenn, Laureine, Laurenne, Laurena, Laurenna, Lorène, Loren, Lorenn, Lorenne, Lorena, Lorenna. Les Laurène sont fêtées le 10 août avec les Laurent et 19 octobre avec les Laure.
Vient du latin Laurus qui signifie « laurier », symbole de victoire.

## Personnes portant ce prénom
- Pour voir tous les articles sur les personnes portant ce prénom, consulter la liste générée automatiquement pour le prénom Laurene.